# Johann Kaspar von Bothmer

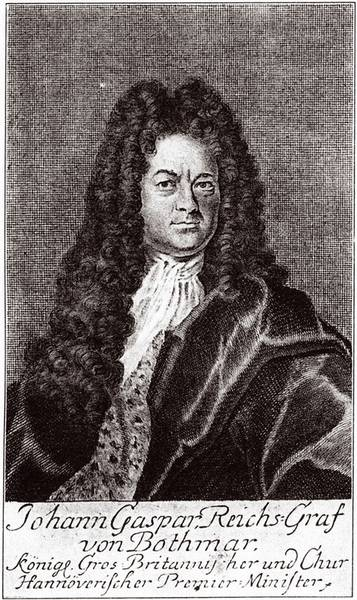
Hans Caspar von Bothmer

Johann "Hans" Kaspar von Bothmer, född 31 mars 1656, död 6 februari 1732, var en tysk-engelsk diplomat.
Bothmer deltog i Braunschweig-Lüneburgs tjänst i fredskongressen i Rijswijk. Sina mest betydande politiska insatser gjorde han, när det gällde att säkra den engelska tronföljden efter drottning Anna åt kurfursten Georg Vilhelm av Hannover. I det syftet vistades han i England under åren närmast före drottningens död 1714. Mycket genom hans medverkan bildades av medlemmar från de gamla partierna, tories och whigs ett tredje parti, som säkrade tronen åt Georg I. Även under fredskongressen i Utrecht var Bothmer verksam för att i fredsslutet få intryckta bestämmelser om den engelska tronföljden. Efter Georg I:s tronbestigning tillhörde Bothmer den "junta" av hannoveranska rådgivare som omgav kungen. I den egenskapen tog han flitigt del i det politiska spelet under stora nordiska krigets sista år.